# Horten
Horten ( ? i  escolteu-ne la pronunciació en noruec) és un municipi situat al comtat de Vestfold, Noruega. Té 27.178 habitants (2016) i la seva superfície és de 70,37 km². El centre administratiu del municipi és el poble homònim. Està situat a l'interior del fiord d'Oslo i en ell s'inclouen les ciutats de Borre, Åsgårdstrand, Skoppum i Nykirke.
Horten es va convertir en municipi el 1858 en separar-se del municipi de Borre. Aquests dos municipis es van fusionar novament l'1 de gener de 1988 amb el nom de Borre, però l'1 de juny de 2002 es va canviar el nom a Horten després d'un referèndum.
En aquest municipi es trobava la base militar de Karljohansvern que va ser la més important de la Marina Real de Noruega entre 1819 i 1963 i actualment alberga un museu naval i és seu de la Banda Reial de l'Armada i d'algunes institucions educatives i culturals com el Museu Preus de fotografia.

## Espais naturals
El parc nacional de Borrehaugene va ser el primer que es va crear a Noruega i està situat entre Horten i Åsgårdstrand. En aquest parc es troben importants vestigis de l'època dels vikings que demostren la importància de la ciutat. Entre les restes trobades es troba un vaixell que es pot contemplar al Museu de vaixells vikings d'Oslo però també destaquen treballs artesanals per a l'adorn dels arnesos dels animals que es coneixen com de l'«estil Borre».
El cementiri viking de Borre té el conjunt de tombes més extens de reis escandinaus de la vella dinastia Yngling. Està situat a l'interior del parc i té una extensió de 180.000 m².

## Ciutats agermanades
Horten manté una relació d'agermanament amb les següents localitats:
- Dinamarca, Hillerød, Hovedstaden
- Suècia, Karlskrona, Blekinge
- Finlàndia, Loviisa
- Islàndia, Ólafsfjörður, Fjallabyggð